# Gunter Prüller-Jagenteufel
Gunter Prüller-Jagenteufel (* 9. Juli 1964 in Wien) ist ein österreichischer römisch-katholischer Theologe.

## Leben
Prüller-Jagenteufel studierte römisch-katholische Theologie und Mathematik an der Universität Wien. Seit 2003 ist er außerordentlicher Universitätsprofessor für Katholische Theologie im Fachbereich theologische Ethik an der Universität Wien. 2011 unterzeichnete Prüller-Jagenteufel das Memorandum Kirche 2011: Ein notwendiger Aufbruch. Er ist verheiratet.

## Publikationen
- Befreit zur Verantwortung. Sünde und Versöhnung in der Ethik Dietrich Bonhoeffers, LIT-Verlag, (Ethik im Theologischen Diskurs 7), Münster-Hamburg-London 2004
- Gunter Prüller-Jagenteufel/Christine Schliesser/Ralf K. Wüstenberg (Hrsg.): Beichte neu entdecken. Ein ökumenisches Kompendium für die Praxis (Kontexte. Neue Beiträge zur historischen und systematischen Theologie, Band 45). Edition Ruprecht, Göttingen 2016, ISBN 978-3-8469-0210-3.
- Solidarität – eine Option für die Opfer. Geschichtliche Entwicklung und aktuelle Bedeutung einer christlichen Tugend anhand der katholischen Sozialdokumente, (Forum interdisziplinäre Ethik 20), Frankfurt am Main 1998
- Gut(e) Theologie lernen. Nord-Süd-Begegnung als theologisches Lernfeld, (gemeinschaftlich mit Maria Katharina Moser und Veronika Prüller-Jagenteufel), Grünewald, (Kommunikative Theologie 10), Ostfildern 2009
- Damit Menschsein Zukunft hat. Theologische Ethik im Einsatz für eine humane Gesellschaft, (gemeinschaftlich mit Günter Virt); hg. von Gerhard Marschütz und Gunter Prüller-Jagenteufel, Echter, Würzburg 2007
- Forschungskreis Kommunikative Theologie, Kommunikative Theologie. Selbst-vergewisserung unserer Kultur des Theologietreibens (Kommunikative Theologie – interdisziplinär 1/1), Lit-Verlag, Münster–Wien–Berlin 2006
- Zukunft der Theologie – Theologie der Zukunft. Zu Identität und Relevanz der Theologie (gemeinschaftlich hg. mit Konrad Huber und Ulrich Winkler), Thaur, Wien-München 2001

## Preise und Auszeichnungen (Auswahl)
- Erster Preis der Kurt-Hellmich-Stiftung für ökumenische Theologie für die Habilitationsschrift: Befreit zur Verantwortung, 2004
- Leopold-Kunschak-Preis für die Dissertationsschrift Solidarität – eine Option für die Opfer, 1998